# Miranda Loeff
Miranda Loeff (27 juni 1974) is een Nederlandse voetbalster. Zij maakte deel uit van het FC Utrecht dat in 2007 toetrad tot de Eredivisie voor vrouwenvoetbal.